# 罕苏木苏木
罕苏木苏木，是中华人民共和国内蒙古自治区赤峰市阿鲁科尔沁旗下辖的一个苏木。林丹汗都城——瓦察尔图察汉城遗址在其境内。

## 行政区划
罕苏木苏木下辖以下地区：
巴彦呼舒嘎查、敖勒吉尔嘎查、乌日都呼布嘎查、芒哈特嘎查、波日和嘎查、珠日和嘎查和农场嘎查。